# Raoul de Domfront
Raoul de Domfront, mort en 1146, fut archevêque de Mopsueste puis le second patriarche latin d'Antioche de 1135 à 1140. Guillaume de Tyr le décrit comme « un militaire, très magnifique et généreux, un grand favori du peuple et de ceux de naissance chevaleresque ».

## Biographie

### Début de carrière
Né près de la forteresse de Domfront, dans le sud de la Normandie, précisément à la Lande Fricotine, à La Baroche-sous-Lucé, où Raoul reçut sa première éducation militaire auprès de la famille Luci (cette famille donna notamment Richard de Luci). Il entra finalement dans les ordres et fut consacré Archevêque de Mopsueste. Les archives de cette église sont rares et Raoul n'apparaît comme archevêque que dans deux documents datant de la fin du pontificat de son prédécesseur à Antioche, Bernard de Valence, premier patriarche latin. Guillaume de Tyr, auteur d'une chronique de l'Orient latin, était enfant lorsqu'il rencontra Raoul, mais il décrivit son apparence et son caractère :

« Le seigneur Raoul était un homme grand et beau. Il louchait un peu, mais sans excès. Il n'était pas très instruit mais il parlait couramment, était un compagnon joyeux et avait de bonnes manières. Sa grande générosité lui gagna la faveur des chevaliers et des bourgeois. Il n'était pas doué pour tenir ses engagements et ses promesses, et répétait sans cesse une chose. C'était un homme complexe, rusé, prudent et perspicace… On le qualifiait d'arrogant et de vaniteux, et c'était vrai. »

Bernard de Valence mourut à la fin de l'été 1135. La princesse régnante d'Antioche était Constance, une enfant de sept ans. Les évêques en exercice de la principauté se réunirent donc à Antioche, de manière non canonique, pour choisir le successeur de Bernard. Lors de cette réunion, le peuple d'Antioche choisit Raoul, qui se trouvait par hasard dans la ville bien qu'il n'assistât pas au concile. Bien que Guillaume de Tyr présente l'élection de Raoul comme une action spontanée du peuple, elle fut probablement orchestrée par Raoul et certains de ses compatriotes normands. Le bailli du roi, Renaud Ier Mazoir, et le parti favorable au mariage de Constance et de Raymond de Poitiers ont souvent été suspectés par les historiens,. Lors de cette intronisation, Raoul prit le pallium de Bernard sur l'autel et le revêtit. Il rejeta explicitement la suprématie du pape, affirmant que Rome et Antioche étaient « le siège de Pierre et qu'Antioche était le premier-né ». Le pape Innocent II n'a pris aucune mesure contre Raoul de peur que ce dernier choisisse de reconnaître l'antipape Anaclet II à la place.

### Mariage de Constance et Raymond
Durant l'hiver 1135-1136, Raoul soutint la régence d'Alix, la mère de Constance. Il ne put cependant pas soutenir sa tentative d'alliance avec l'Empire byzantin, car le traité de Déabolis de 1108 interdisait au patriarche d'Antioche d'être un chrétien non grec et les Byzantins ne le reconnaitraient pas comme légitime. Lorsque Raymond de Poitiers arriva devant Antioche, Raoul le força à signer un accord par lequel il lui rendrait hommage pour la principauté et, en échange, Raoul le marierait à Constance. Raoul convainquit alors Alix que Raymond devait l'épouser, après quoi elle l'autorisa à entrer à Antioche et le patriarche le maria à Constance. Alix quitta alors la ville, désormais sous le contrôle de Raymond et Raoul. Le précédent de Raoul pour obliger le prince à lui rendre hommage en tant que patriarche était le cas du premier prince, Bohémond de Tarente, qui en 1099 rendit hommage au légat papal, Daimbert de Pise. Selon Guillaume de Tyr, l'accord de partage du pouvoir à Antioche n'a pas réussi :

« Le seigneur patriarche, à sa manière habituelle, se comporta avec plus d'arrogance, se croyant supérieur au seigneur prince, et il fut, en effet, trompé ; car le prince trouva très honteux qu'il lui ait exigé un serment de fidélité et... commença à se comporter de manière hostile envers lui et, renonçant au serment qu'il avait prêté, s'allia à ses ennemis. »

Seule une guerre ouverte avec l'Empire byzantin, dont les efforts d'alliance avec Alix avaient été ruinés par l'action conjointe de Raoul et Raymond, empêcha la situation de dégénérer en guerre civile.

### Conflit avec Byzance
Au printemps 1137, l'empereur byzantin Jean II Comnène attaqua le prince Léon Ier d'Arménie, le vainquit et envahit Antioche à l'été. En août, Raymond rendit hommage à l'empereur. Raoul, sachant comment l'empereur avait expulsé les ecclésiastiques latins de Cilicie, demanda l'aide d'Innocent II. Raymond répondit en le mettant en prison et, selon une source musulmane, Ibn al-Qalanisi, en pillant sa maison. En mars 1138, Innocent publia une encyclique adressée aux chrétiens latins servant dans l'armée byzantine, les menaçant de damnation s'ils participaient à une attaque contre Antioche.
En mai 1138, l'empereur Jean II retourna à Antioche, où Raoul, libéré de prison, présida la cérémonie dans la cathédrale Saint-Pierre, ce qui marqua la fin de la campagne byzantine. Ce revirement de situation fut probablement dû à l'encyclique papale, car Jean avait besoin de l'aide d'Innocent pour forger une alliance anti-sicilienne. Avant le départ de l'empereur, le comte Josselin II d'Édesse incita une révolte des Francs dans la ville, mais une guerre ouverte entre Francs et Byzantins fut évitée.

### Litige sur les revenus
Au début de son épiscopat, Raoul entra en conflit avec un archidiacre nommé Lambert et un autre chanoine nommé Arnulf au sujet de la répartition des revenus. Raoul les accusa tous deux de complot pour tentative de meurtre, les destitua de leurs bénéfices et les emprisonna. Guillaume de Tyr oppose Lambert, « un homme instruit et honnête, peu ou pas expérimenté dans les affaires du monde », à Arnulf, « érudit et savant », un noble calabrais proche du roi de Sicile. Après le mariage de Raymond avec Constance, Guillaume libéra les prêtres emprisonnés et à l'été 1138, il les encouragea à faire appel à Rome et força Raoul à s'y rendre également pour se défendre. Lorsque Raoul débarqua à Brindisi, il fut immédiatement arrêté par des hommes envoyés par le roi Roger II de Sicile et placé sous la garde de la famille d'Arnulf en attendant une convocation. Finalement, il réussit à convaincre Roger qu'il était en désaccord avec Raymond, le véritable ennemi de Roger, et fut autorisé à se rendre à Rome.
À Rome, Raoul reçut le pallium des mains d'Innocent II. Le consistoire jugea les preuves insuffisantes et envoya un légat à Antioche pour régler le conflit. À son retour, Raoul visita la cour sicilienne et fut accompagné d'une flotte sicilienne à son retour à Antioche à l'automne 1138. Raymond lui refusa l'entrée et il dut loger dans l'un des monastères des Monts Nur, près d'Antioche. Josselin III d'Édesse, qui avait déclenché l'émeute à Antioche après la paix entre Raymond et l'empereur, invita alors Raoul à Édesse, où il passa l'hiver 1138-1139. Au printemps, Raymond invita Raoul à revenir, et ce dernier revint accompagné des trois archevêques du comté d'Édesse. Le légat du pape, l'archevêque Pierre, arriva peu après mais le 25 mai, avant d'atteindre Antioche, il mourut à Acre. Avec la mort du légat et la victoire de Roger II sur Innocent II à la bataille de Magnano le 22 juillet, l'équilibre des pouvoirs pencha en faveur de Raoul. Lambert fit la paix et fut rétabli dans ses fonctions, mais Arnulf retourna à Rome chercher un nouveau légat. À l'automne, Innocent nomma Albéric d'Ostie pour instruire l'affaire.

### Déposition
Bien que Raoul fût autorisé à rester à Antioche en attendant l'arrivée du légat Albéric d'Ostie, il semble que Raymond exerçait une partie de l'autorité juridique du patriarcat, contrairement au droit canon. En février 1140, le prince et la Haute Cour d'Antioche examinèrent une réclamation déposée par le prieur et sénéchal de l'église du Saint-Sépulcre concernant des biens détenus par le monastère Saint-Paul d'Antioche depuis la première croisade. L'abbé Robert contesta la compétence de la cour, qui statua en faveur du Sépulcre.
Albéric arriva en Orient en juin 1140 et, après avoir accompagné Raymond lors de la campagne militaire d'été, il convoqua tous les évêques des patriarcats d'Antioche et de Jérusalem à un synode à Antioche le 30 novembre. La réunion dura jusqu'au 2 décembre et réunit le patriarche de Jérusalem, les archevêques d'Apamée, de Césarée, de Cyrrhus, de Hiérapolis, de Nazareth, de Tarse et de Tyr, ainsi que les évêques de Beyrouth, de Bethléem, de Jabala, de Lattaquié et de Sidon. Le clergé du comté de Tripoli ne se présenta pas, probablement empêché par son comte, et seuls les archevêques d'Édesse (Hiérapolis et Cyrrhus) et celui d'Apamée se rangèrent du côté de Raoul.
Raoul fut accusé d'élection non canonique, de simonie et de fornication. Il refusa d'assister au synode, et l'archevêque Serlon d'Apamée mit en doute l'autorité du synode à se tenir en l'absence de l'accusé, peut-être au motif qu'il n'avait pas été dûment convoqué. Serlon fut déposé et défroqué pour son audace. Selon Guillaume de Tyr, le peuple d'Antioche soutenait le patriarche et aurait expulsé le légat s'il n'avait craint le pouvoir de Raymond. Après sa déposition, Raoul fut mis aux fers et incarcéré au monastère de Saint-Syméon sur les Monts Nur.

### Fin de carrière
Selon Guillaume de Tyr, Raoul finit par s'évader de prison et se rendit à Rome où il fit appel de sa déposition, probablement auprès de Lucius II, et fut rétabli dans ses fonctions de patriarche, mais alors qu'il s'apprêtait à rentrer, il fut empoisonné. Ces événements se produisirent probablement vers 1144. L'évêque Otton de Freising rapporte comment, lors de sa visite à Rome en 1145, il rencontra l'évêque de Jabala, Hugues (en), opposant de longue date à Raoul, venu se plaindre du patriarche. Puisque le seul patriarche dont Hugues aurait pu se plaindre était Raoul, il est probable qu'il était à Rome pour protester contre sa réinstallation.
La mort de Raoul a dû survenir vers 1146, lorsque son successeur, Aimery de Limoges, qui exerçait le patriarcat depuis au moins 1143, fut finalement reconnu comme patriarche légal. Résumant la vie de Raoul, Guillaume de Tyr remarque qu'« il était comme Marius : il a connu dans sa propre vie les extrêmes de la bonne et de la mauvaise fortune ».